# Jaume Ferrer de Blanes
Jaume Ferrer de Blanes (Vidreres, 1445 — Blanes, 1523) fou cosmògraf, navegant, cartògraf i mercader, natural de Vidreres i resident a Blanes. A Castella se'l coneixia com el Lapidario de Burgos fins i tot amb domicili a la "calle de San Esteban"...
| « | célebre joyero, conocido por el Lapidario de Burgos, que tenía su tienda próxima al castillo en las estrechas y mezquinas callejas que por la parte de San Esteban quedaban de la antigua judería | » |

Amb només 13 anys va marxar a Nàpols, que en aquells moments funcionava com a capital de fet de la Corona d'Aragó. Va treballar al servei del rei de Nàpols, Ferran I, a la tresoreria reial i en temes de comerç marítim, navegació i cartografia fins a l'any 1480, que tornà a Catalunya i s'instal·là a Blanes, des d'on va seguir connectat a la Corona. Va intervenir en l'elaboració d'un nou mapa de les terres i els oceans després del descobriment d'Amèrica, així com en el traçat de les delimitacions establertes en el Tractat de Tordesillas.
Format a Nàpols, Jaume Ferrer ocupà diversos càrrecs a la cort de Ferran I de Nàpols i la seva muller Joana d'Aragó, germana de Ferran el Catòlic. A banda dels càrrecs anteriorment mencionats, també exercí de «lapidari», «joyeller» i «negociant de pedres precioses» de la reina, fet que el permet viatjar per compte de la reina pel Mediterrani, a partir de l'any 1472.
Jaume Ferrer redactà, vora l'any 1476 un lapidari. Aquest tractat a diferència d'altres lapidaris de l'època no conté moralitzacions.
Vers la seva obra cartogràfica destaca el cèlebre mapamundi fet per ell i que fou emprat en les discussions del tractat de Tordesillas, el 1494. En dit tractat es divideix el món en dues àrees d'influència entre el Regne de Portugal i els Regnes de les Espanyes. Jaume Ferrer participà en les delimitacions d'aquestes àrees.
A la seva vellesa, redactà un Sumari de caràcter espiritual en el qual es proposa assenyalar el camí de l'Home per tal d'assolir el seu objectiu final. Aquest objectiu és resumit, per Jaume Ferrer, en tres aspectes: el coneixement i l'amor a Déu, el d'un mateix i la seva consciència i la salvació de l'ànima. Dit sumari és àmpliament basat en les obres de Dant, en el qual Ferrer hi veu no solament a un excels poeta, sinó també a un «gran propheta», pel que sent fervorós entusiasme i devoció.

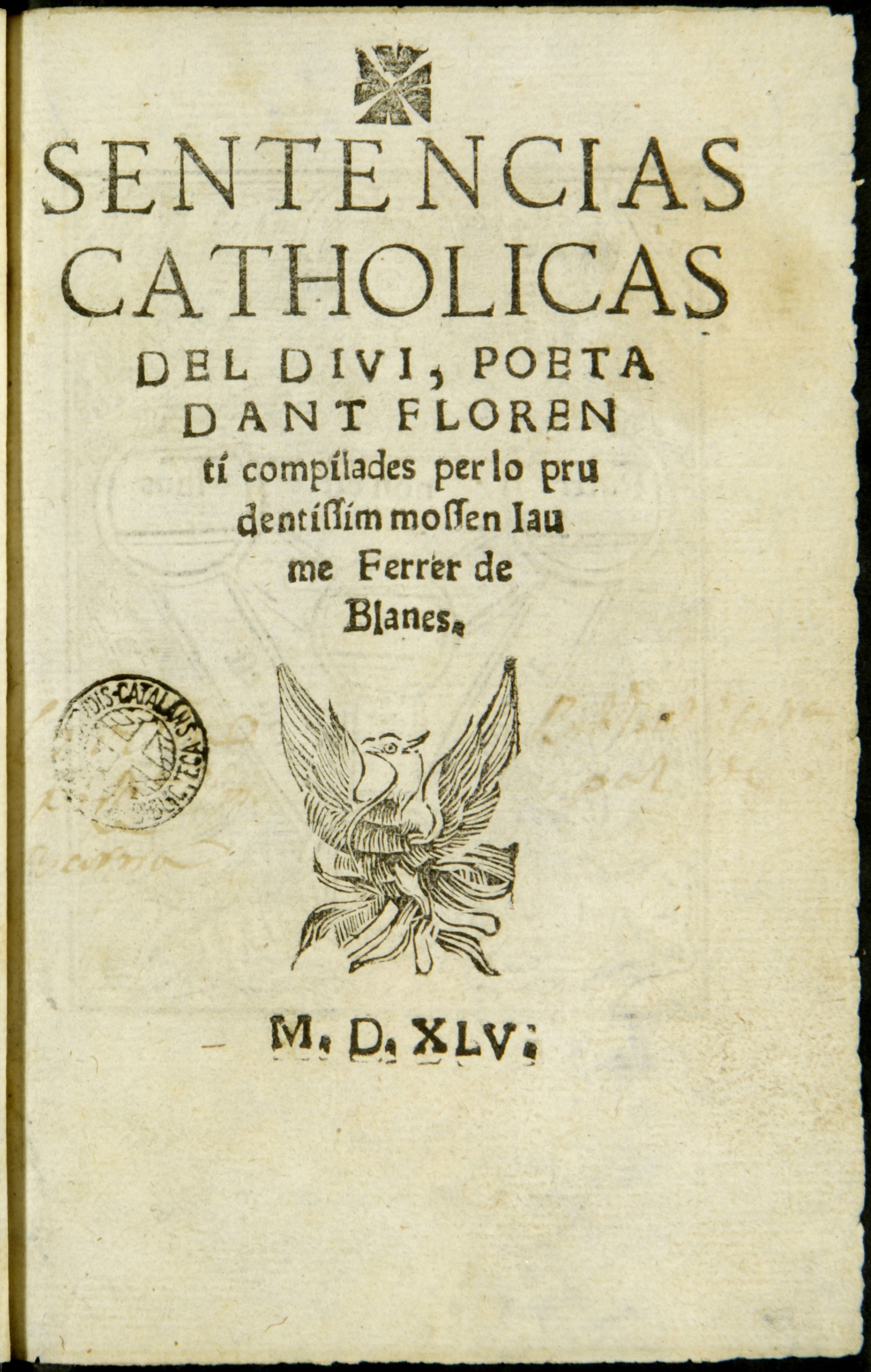
Sentencias catholicas... de Jaume Ferrer de Blanes. Inclou un lapidari o tractat de pedres precioses.

En paraules de Rafel Ferrer Coll, fidel criat d'en Jaume Ferrer, en la dedicatòria que aquest fa a Hipolita de Liori y de Requesens, comtessa de Palamós, del llibre Sentencias cathòlicas y conclusions principals del preclaríssim Theolech y diví Poeta Dant del seu amo:
| « | savi e catholich crestià mossen Jaume Ferrer de Blanes, home de molt clar y gentil enteniment y subtilíssim ingeni, tenint que era de grandíssima pràctica així en coses de la mar com de la terra, per haver navegat trenta tres anys. Ell ha visitat la santíssima Casa e Terra Santa de Jerusalem e lo demés de Egipte, Alcayre, Damas, Alxiu, Venecia e moltes altres parts e províncies del món; e así en servey dels Reys Catholichs de Hespanya don Fernando y dona Isabel y del rey don Alfonso de Nàpols e de son fill don Alfonso, rey de Cypre, com en les lletres dels mateixos reys encare se mostra; e altrament perquè era molt gran cosmògraf y mirablement pràctich en la mar y esperi mentat de moltes grans coses, segons en la metexa obra (la que més endavant se indicará) se demostra tenia la vida sua ornada de tantes virtuts que de elles per mon simple y bon entendre tinch lo millor callar. | » |

Vers les seves habilitats de navegant, aquestes són mencionades en dues cartes del rei de Xipre, la primera és datada del 28 de setembre de 1478 dirigida al patró de nau Pere Antich de Ragosa, recomanant-li que tinga totes les degudes atencions a en Ferrer de Blanes, no tan sols per ésser un enviat del rei de Nàpols, sinó per ésser un navegant molt entès en tot lo referent a la navegació; i en la de l'endemà el mateix monarca se desfà en elogis en pro de sa «heroica pràctica de navegar».
Poc després de la tornada de Colom del seu primer viatge a les Índies, Jaume Ferrer, és requerit a presència dels Reis Catòlics per l'Arquebisbe de Toledo, en una missiva datada a Barcelona el 26 d'agost del 1493:
| « | Jayme Ferrer especial amigo nuestro : nos queríamos fablar con vos algunas cosas que cumplen: por ende rogamos vos que vista esta letra nuestra partais y vengais aquí á Barcelona, y traed con vos el Mapa Mundi y otros instrumentos tocantes á Cosmografía. Barcelona 26 de Agosto del noventa y tres. El Cardenal | » |

El motiu d'aquesta carta sorgeix, sens dubte, de la necessitat d'acotar els límits de les noves terres, ja que es volien precisar els límits de les Índies Orientals, que havien de pertànyer a Portugal amb les Índies Occidentals recentment descobertes per Colom. A partir d'aquest moment Ferrer és sovint consultat pels reis sobre la qüestió, i assoleix un paper prominent en la redacció del tractat de Tordesillas, el 1494: un mapamundi fet per ell fou emprat en les discussions d'aquest. I participà decisivament a l'hora de marcar la línia divisòria d'aquest.